# أكلة النواصر
النواصر، هي أكلة تونسية تقليدية من المطبخ التونسي تعود جذورها إلى مدينة تينجة في ولاية بنزرت، وتطبخ وتحضر أساسًا بالدجاج، و لكن البعض يحضرها بلحم الخروف بيد أن اسمها المنتشر في تونس والمعروف أكثر هو «نواصر بالدجاج». يحرص التونسيون على إعداد النواصر من العجين وتخزينها. 

## المكونات
تتكون النواصر أساسا من الدجاج، النواصر ( التي تأتي في شكل مربعات من العجين الجاف)، بصل، بطاطا، فلفل، حمص، زيت زيتون والعديد من البهارات المستعملة في المطبخ التونسي